# Любоча (приток Вои)
Любоча — река в России, протекает по Плюсскому району Псковской области и Лужскому району Ленинградской области.
Исток — в Псковской области, севернее болота Богонский Мох, в 5 км севернее деревень Малые Житковицы и Большие Житковицы. Течёт на восток, на границе областей принимает левый приток из озера Лоша, после поворачивает на север и впадает в Вою с правого берега, в 4 км от устья последней, северо-западнее озера Сяберо. Длина реки составляет 13 км.

## Данные водного реестра
По данным государственного водного реестра России относится к Балтийскому бассейновому округу, водохозяйственный участок реки — Луга от в/п Толмачево до устья. Относится к речному бассейну реки Нарва (российская часть бассейна).
Код объекта в государственном водном реестре — 01030000612102000026343.